# Ricardo Sá Pinto
Ricardo Sá Pinto (Oporto, Portugal, 10 de octubre de 1972) es un exfutbolista internacional portugués que se desempeñaba en la posición de segundo delantero. Actualmente dirige al Raja Club Athletic de la Primera División de Marruecos. 
Sá Pinto dio sus primeros pasos en su carrera en el FC Porto en la temporada 1984/1985, luego se trasladó al Salgueiros en 1987/1988, y en 1994/1995 fue comprado por el Sporting. En el Sporting, se convirtió en uno de los jugadores más carismáticos, conocido como "Ricardo Corazón de León", debido a su dedicación en el campo y los títulos conquistados, que incluyen tres Supercopas, dos Copas de Portugal y un título de la Primeira Liga. 
En 1997, se trasladó a la Real Sociedad en España, antes de regresar a Portugal para integrarse nuevamente al Sporting. Posteriormente, jugó en el Standard de Lieja en Bélgica, donde terminó su carrera en 2007.
Conocido por su entrega en el campo (era apodado por los hinchas del Sporting de Lisboa, "Ricardo Corazón de León"), Sá Pinto fue 45 veces internacional con la selección de fútbol de Portugal y disputó dos Eurocopas.
Como entrenador, comenzó como asistente en el União de Leiria en 2010, pasando por el Sporting como entrenador de los sub-19. Luego, entrenó al Sporting como técnico principal, llevando al equipo a las semifinales de la Liga Europa y a la final de la Copa de Portugal en la temporada 2011–12.
Sá Pinto tuvo pasajes por diversos clubes como Al-Fateh (Arabia Saudita), Standard de Lieja (Bélgica), Legia Varsovia (Polonia), Braga (Portugal), Vasco da Gama (Brasil), Gaziantep (Turquía), Moreirense (Portugal) y Esteghlal (Irán), donde fue elegido entrenador del año en Irán en una votación popular. Sá Pinto ganó el campeonato chipriota con el APOEL en 2023/24.

## Clubes como jugador
| Club              | País     | Año         |
| ----------------- | -------- | ----------- |
| SC Salgueiros     | Portugal | 1991 - 1994 |
| Sporting CP       | Portugal | 1994 - 1997 |
| Real Sociedad     | España   | 1997 - 2000 |
| Sporting CP       | Portugal | 2000 - 2006 |
| Standard de Lieja | Bélgica  | 2006 - 2007 |

## Clubes como entrenador
| Club                      | País           | Año         |
| ------------------------- | -------------- | ----------- |
| Sporting CP               | Portugal       | 2012        |
| Estrella Roja de Belgrado | Serbia         | 2013        |
| OFI Creta                 | Grecia         | 2013-2014   |
| Atromitos FC              | Grecia         | 2014-2015   |
| Os Belenenses             | Portugal       | 2015        |
| Al-Fateh                  | Arabia Saudita | 2016        |
| Atromitos FC              | Grecia         | 2017        |
| Standard de Lieja         | Bélgica        | 2017 - 2018 |
| Legia de Varsovia         | Polonia        | 2018 - 2019 |
| SC Braga                  | Portugal       | 2019        |
| Vasco da Gama             | Brasil         | 2020        |
| Gaziantep FK              | Turquía        | 2021        |
| Moreirense FC             | Portugal       | 2022        |
| Esteghlal FC              | Irán           | 2022 - 2023 |
| APOEL de Nicosia          | Chipre         | 2023 - 2024 |
| Raja Casablanca           | Marruecos      | 2024        |
| Esteghlal FC              | Irán           | 2025 - act. |

## Palmarés
Sporting de Lisboa
- Primera División de Portugal (1): 2001-02
- Copa de Portugal (2): 1995, 2002
- Supercopa de Portugal (2): 2000, 2002